# Montgomery (New York)
Montgomery è un comune degli Stati Uniti d'America, situato nello stato di New York, nella contea di Orange.